# 蘇柳克塔
蘇柳克塔是吉爾吉斯的城鎮，由巴特肯州負責管轄，位於該國西南部，距離首府巴特肯150公里，始建於1868年，面積17.33平方公里，海拔高度1,380米，2009年人口20,725。

## 外部連結
- Gorod 36-53 (Informal site of the town Sulyukta) （页面存档备份，存于）
- World Gazetteer: Kyrgyzstan（页面存档备份，存于） – World-Gazetteer.com

39°56′00″N 69°34′00″E / 39.9333°N 69.5667°E
1. ↑   (PDF).   [2011-08-10]. （原始内容 (PDF)存档于10 August 2011）.